# Bahna
Bahna é uma comuna romena localizada no distrito de Neamţ, na região de Moldávia. A comuna possui uma área de 57.20 km² e sua população era de 3618 habitantes segundo o censo de 2007.